# Rhantus wallisi
Rhantus wallisi là một loài bọ cánh cứng trong họ Bọ nước. Loài này được Hatch miêu tả khoa học năm 1953.